# Hydriomena roseoolivacea
Hydriomena roseoolivacea är en fjärilsart som beskrevs av Karl Schawerda 1914. Hydriomena roseoolivacea ingår i släktet Hydriomena och familjen mätare. Inga underarter finns listade i Catalogue of Life.